# Thammaca
Thammaca es un género de arañas araneomorfas de la familia Salticidae. Se encuentra en Norteamérica.   

## Especies
Según The World Spider Catalog 12.5::
- Thammaca coriacea Simon, 1902
- Thammaca nigritarsis Simon, 1902